# X-Statix
X-Statix es un equipo de superhéroes mutantes que aparecen en los cómics estadounidenses publicados por Marvel Comics. El equipo fue diseñado específicamente para ser superestrellas de los medios. El equipo, creado por Peter Milligan y Mike Allred, aparece por primera vez en X-Force #116 y originalmente asumió el apodo de X-Force, tomando el nombre del equipo de superhéroes más tradicional, que aparece en el #117 (junio de 2001) afirmando ser "la verdadera X-Force".

## Historial de publicaciones
En 2001, la familia de títulos X-Men estaba siendo renovada por el recién nombrado editor en jefe de Marvel Comics, Joe Quesada. El objetivo era hacer que los títulos tuvieran más éxito comercial y de crítica. El ex editor de Vertigo, Axel Alonso, contrató al escritor Peter Milligan, mejor conocido por sus cómics surrealistas y posmodernistas como Rogan Gosh y Shade, el Hombre Cambiante, y al artista de Madman Mike Allred, como el nuevo equipo creativo de X-Force, comenzando con issue #116. Antes del primer número de Milligan y Allred, X-Force se vendió bien,pero no había tenido el éxito crítico que quería Quesada.
Milligan y Allred renovaron por completo la serie, diseñando un equipo más parecido a estrellas del pop o concursantes de reality shows que al valiente y violento grupo paramilitar retratado originalmente en la serie. El título estaba mezclado con la visión satírica de Milligan sobre el equipo de superhéroes, así como con un cinismo general hacia todo el género. Milligan escribió que veía los superpoderes de los personajes como "vehículos para explorar nuestra sociedad obsesionada con las celebridades y la fama".
"Todos mis mutantes tienen agentes, negocian tarifas por derechos de imagen, abren megatiendas y viven el sueño. La gente muere en mi cómic. Incluso tenemos un personaje llamado Dead Girl".
Milligan y Allred jugaban regularmente con matar a los personajes del título: en su primer número, acabaron con todo el equipo, con sólo dos excepciones. Esta dramática revisión de la serie no fue aceptada universalmente. Muchos lectores querían recuperar "su" X-Force, una queja que Milligan parodió más tarde en las páginas del título.Alonso describió la serie como "una toma hostil del paradigma X-Men". Sin embargo, el título estaba recibiendo cobertura de los principales medios de comunicación en títulos como Rolling Stone.
X-Force #116 fue el primer título de Marvel Comics desde The Amazing Spider-Man #96–98 en 1971 que no tuvo el sello de aprobación de Comics Code Authority (CCA), debido a la violencia representada en el número. La CCA, que regía el contenido de los cómics estadounidenses, rechazó la cuestión y exigió que se hicieran cambios. En cambio, Marvel simplemente dejó de enviar cómics a la CCA.
X-Force fue cancelado con el número 129 en 2002 y rebautizado como X-Statix ; se reinició con un nuevo número 1. X-Statix continuó con los mismos temas que X-Force, pero con un tono cada vez más satírico. Milligan planeó implementar a la Princesa Diana como un personaje en una historia que comienza en X-Statix #13: estaba programada para regresar de entre los muertos como un superhéroe mutante. Sin embargo, cuando la noticia se filtró a los medios de comunicación, surgieron una serie de objeciones, sobre todo del tabloide británico The Daily Mail.Un portavoz de la familia real británica calificó la historia planeada como "espantosa".Milligan respondió a la controversia, escribiendo en el diario británico The Guardian que Diana encajaba bien con X-Statix como alguien "famosa por ser famosa" y que le gustaría escribir una historia en la que David Beckham se uniera el equipo, si pudiera convencer a Marvel de que lo dejara.El 10 de julio de 2003, Marvel anunció que eliminarían a la princesa Diana de la historia, reemplazándola con una estrella pop ficticia llamada Henrietta Hunter.
Aunque las ventas del título durante esta época fueron moderadas, pronto comenzaron a caer drásticamente. Después de un arco argumental que enfrentó a X-Statix con Los Vengadores, las bajas ventas provocaron la cancelación del título con el número 26, publicado en 2004. En el último número, Milligan y Allred mataron a todo el equipo, ofreciendo una última parodia del género superhéroe, mientras ata los hilos restantes de la trama.
En 2006, Marvel Comics publicó la miniserie de cinco números X-Statix Presents: Dead Girl, en la que Dead Girl formaba equipo con Doctor Strange para combatir a un grupo de villanos que habían regresado de entre los muertos. La serie está escrita por Milligan, con portadas de Allred. La historia (que presenta los regresos del Anarchist, Orphan, y U-Go Girl) parodia la forma en que los creadores de la industria manejan la muerte en los cómics, con personajes populares a menudo resucitados de entre los muertos.
En 2019, Peter Milligan y Mike Allred, los creadores originales de X-Statix, publicaron y escribieron Giant Sized X-Statix. El título mostró una nueva versión del equipo compuesto por los nuevos U Go-Girl, Doop, Vivisector, Mister Sensitive, The A y Phatty, así como un nuevo equipo, X-Cellent, cuyos miembros son Zeitgeist, Hurt John y Mirror Girl y Uno y exalumnos/exmiembros de X-Force como Plazm, Anarchist, La Nuit, Battering Ram y Gin Genie. En 2020, The X-Cellent fue anunciado como sucesor de X-Statix.

## Miembros
X-Statix es un equipo de jóvenes mutantes emocionalmente inmaduros y vestidos de colores. Ellos son reunidos y comercializados como superestrellas, primero por el misterioso entrenador y luego por el magnate de los medios Spike Freeman.

### Equipo
- Anarchist (Anarquista)/ Tike Alicar, el autoproclamado canadiense negro "simbólico" del equipo, cuyo sudor ácido le permite disparar rayos de energía.
- Bloke (Nota)/ Mickey Tork, un mutante con la capacidad de cambiar el color de su piel, como un camaleón.
- Dead Girl (Chica Muerta)/ Moonbeam (Rayo de Luna),  una mezcla de fantasma y zombie. Su nombre civil nunca ha sido revelado completamente, pero admitió después de algunas persuasiones que su nombre es/era "Moonbeam". El gen mutante de Dead Girl le permite volver a la semivida después de morir; También puede volverse intangible y comunicarse con otros muertos.
- Doop, una criatura esferoide flotante de color verde de origen desconocido, que habla en un "lenguaje" propio (representado en el texto por una fuente especial) y actúa como  camarógrafo del equipo.
- Katie Sawyer / U-Go Girl II / Gone Gal, hermana de U-Go Girl y tiene el poder de teletransportarse.
- El Guapo / Roberto "Robbie" Rodriguez, un mutante masculino sexy con una patineta voladora sensible.
- Henrietta Hunter, una estrella pop femenina que inexplicablemente es reanimada con habilidades físicas mejoradas y empatía (este personaje fue escrito originalmente como Diana, princesa de Gales, pero Marvel decidió reescribirla cuando la noticia de este plan causó controversia).[3][8]
- Mysterious Fan Boy (Misterioso Fan Boy)/ Arnie Lundberg, el autoproclamado mayor fan del equipo X-Statix. Lo colocan en el equipo para que sus poderes de distorsión de la realidad y su personalidad inestable puedan ser monitoreados y controlados.
- Orphan (Huérfano)/ Mister Sensitive (Míster Sensible) / Guy Smith, líder de facto del equipo, y un mutante de piel morada y dos antenas que sobresalen de su frente. Posee sentidos agudizados, velocidad sobrehumana y la capacidad de levitar, y debe usar un traje especial para proteger su piel altamente irritada.
- Phat (Grasas)/ William Robert Reilly, un hombre blanco gay que puede endurecer, suavizar y aumentar el tamaño de cualquier parte de su cuerpo expandiendo su capa de grasa subcutánea.
- Santa Anna, una mutante irlandesa-argentina con la capacidad de levitar y controlar el movimiento de objetos, así como de curar física y mentalmente a otros.
- Spike (Pincho)/ Darian Elliot, un personaje afroamericano que es capaz de extender finas espinas desde su cuerpo o lanzarlas como proyectiles.
- U-Go Girl / Edith Sawyer, una teletransportadora narcoléptica, pelirroja y de piel azul que una vez estuvo vinculada sentimentalmente con Zeitgeist y luego con Orphan.
- Venus Dee Milo / De Milo, cuyo cuerpo estaba hecho enteramente de energía roja crepitante que le permitía teletransportarse, proyectar ráfagas de energía conmocionantes y curar heridas menores.
- Vivisector / Myles Alfred, un erudito gay y aficionado a los libros que puede transformarse en una criatura parecida a un lobo con sentidos mejorados, velocidad, agilidad y colmillos y garras afilados.

### Mentores
- Coach (Entrenador), el mentor manipulador del equipo mientras aún operaba como X-Force. Tiene un solo brazo y ojos rojos, de ahí el apodo de "El Brazo". El entrenador hace erradicar el segundo equipo X-Force para comenzar uno nuevo.
- Spike Freeman, un multimillonario amoral de 34 años que busca emociones fuertes, ayuda al equipo audicionando a nuevos miembros y gestionando sus relaciones públicas.

### Aliados
- Lacuna / Woodstock Schumaker, una joven llamada Woodstock que busca unirse al equipo, tiene el poder de manipular el tiempo.
- Profesor X, el mentor de los X-Men que asiste a X-Statix en algunas ocasiones. Construye trajes especiales para adaptarse a las mutaciones de Orphan y Venus Dee Milo.
- Wolverine / Lobezno, un viejo amigo de Doop que ayuda a Orphan a acabar con Coach y su equipo de respaldo.
- O-Force (Fuerza-O), un equipo de superhéroes mutantes. Consta de Overkill, Obituary (Necrológica), Ocean (Océano), Ocelot (Ocelote), Ooze (Pus) y Orbit (Órbita). Los candidatos incluyen Ozone (Ozono), Orchid (Orquídea), Optoman, Oink, Oracle (Oráculo) y Orifice (Orificio).

### X-Force
En el primer número de X-Force de Milligan y Allred, casi todo el equipo muere en un incidente llamado Boyz R Us Massacre. Este equipo precursor, del cual solo sobreviven U-Go Girl, Doop y Anarchist, también incluía:
- Battering Ram (Ariete), que tiene fuerza sobrehumana y durabilidad, así como un cráneo grueso que lucía dos cuernos parecidos a los de un carnero y piel morada.
- Gin Genie / Beckah Parker, que puede dirigir la energía sísmica de su cuerpo si hubiera consumido alcohol.
- La Nuit, un francés que puede generar un manto de energía oscura a su alrededor que dispersa la luz y controla los objetos.
- Plazm (Plasma), un hombre líquido, vivo, más ligero que el aire, que puede controlar las funciones metabólicas al entrar en contacto con otra persona o mediante un spray de sus manos.
- Sluk / Byron Spencer, que tiene un rostro compuesto de tentáculos.
- Zeitgeist / Axel Cluney, el líder del equipo, que puede vomitar un líquido ácido por la boca. El conspira con Coach para matar a sus compañeros de equipo, pero queda atrapado en el fuego cruzado y también muere. Anteriormente tuvo una aventura de una noche con U-Go Girl.

### X-Cellent
- Rosa Lemper,  mutante de Alemania del Este hecha de hormigón.[9]
- Jenny Spiegel / Mirror Girl, una mutante de piel azul.
- Whoosh / Billy McMullen, teletransportador pero asesinado por Zeitgeist.
- Fluff, capaz de crear nubes de pelo en el pecho. Asesinado por Zeitgeist.
- Hurt John, capaz de leer los peores miedos de las personas.[10]
- Uno, globo ocular gigante capaz de realizar explosiones.[10]
- Toodle Pip / Artemis Boleyn, Blogger/teletransportador, obligado por Zeitgeist a unirse después de matar a Whoosh.[11]
- Joe Bomb, mutante creador de explosiones, murió por sus propios medios.[11]

## Ediciones recopiladas
Las apariciones de X-Statix se han recopilado en los siguientes libros de bolsillo comerciales:
- X-Force: Famous, Mutant & Mortal (tapa dura, 288 páginas, Julio 2003, ISBN 0-7851-1023-2) recopila:
  - Volume 1: New Beginnings (recopila X-Force #116–120, 128 pages, Noviembre 2001, ISBN 0-7851-0819-X)
  - Volume 2: Final Chapter (recopila X-Force #121–129, 224 pages, Noviembre 2002, ISBN 0-7851-1088-7)
- X-Statix:
  - Volume 1: Good Omens (recopila X-Statix #1–5, Marvel, 2002, ISBN 0-7851-1059-3)
  - Volume 2: Good Guys & Bad Guys (recopila X-Statix #6–10, Wolverine/Doop #1–2 y X-Men Unlimited #41, Marvel, 2003, ISBN 0-7851-1139-5)
  - Volume 3: Back From the Dead (recopila X-Statix #11–18, Marvel, 2004, ISBN 0-7851-1140-9)
  - Volume 4: X-Statix vs. The Avengers (recopila X-Statix #19–26, Marvel, 2004, ISBN 0-7851-1537-4)
- X-Statix Presents: Dead Girl (recopila series limitadas de 5 números, Marvel, 2006, ISBN 0-7851-2031-9)

La serie completa de X-Statix está recopilada en un Marvel Omnibus de tapa dura, que recopila: X-Force #116–129; Brotherhood #9; X-Statix #1–26; Dead Girl #1–5; Wolverine/Doop #1–2;  y material de X-Men Unlimited #41; I ♥ Marvel: My Mutant Heart y Nation X #4. (Marvel, 2011, ISBN 0-7851-5844-8)

## Recepción
A pesar de recibir la condena de la familia real británica,X-Statix recibió elogios de la crítica, si no una gran popularidad entre los lectores.Al nombrar a X-Statix como una de las "cinco propiedades de Marvel que, incluso después de 'Guardianes de la Galaxia', siguen siendo demasiado extrañas para la pantalla grande", IndieWire escribió que X-Statix "deconstruyó brutalmente cada producto falso", "un poco de artificio de cómic", puso a prueba "la cultura mediática prostituta de la fama" y enfrentó cuestiones de raza, clase y sexualidad.IGN escribió que la frecuencia con la que los personajes eran asesinados "le dio al libro un aire de peligro e imprevisibilidad poco común en los títulos de superhéroes convencionales".En 2012, Entertainment Weekly incluyó a X-Statix en una lista de "15 cómics que queremos ver como películas", diciendo que el trabajo "nunca había parecido más actual". Anteriormente, en 2003, la revista había otorgado a la serie una calificación A, calificándola de "crítica mediática aguda con diálogo hiperbólico".Fumettologica elogió la sutileza de la metatextualidad en su sátira, mencionando el temor del personaje anarquista de que la gente no apoye la adición de un segundo afroamericano al equipo.

## En otros medios
- Phat aparece en X-Men: The Last Stand (2006), interpretado por Via Saleaumua en su "modo grande" y Richard Yee en su "modo pequeño". Esta versión es miembro de los Omegas, que se unen a la Hermandad de Mutantes para oponerse a una cura mutante, solo para ser asesinados por Iceman. Además, es naturalmente grande y tiene la capacidad de encogerse de tamaño.
- Zeitgeist aparece en Deadpool 2 (2018), interpretado por Bill Skarsgård.[18]Esta versión es un miembro de X-Force que muere en su primera misión después de que los vientos cruzados lo arrojaran a una trituradora de madera. Su compañero de equipo Peter intenta salvarlo, pero Zeitgeist también lo mata accidentalmente.